# Абракадабра
„Абракадабра“ (Wunschpunsch, букв. „Пунш на желанията“) е анимационен телевизионен сериал, създаден по мотиви от книгата на Михаел Енде „Сатанархеолъжалкохолистичният пунш на желанията“.

## Сюжет
Бубоник и Тарания живеят заедно със своите котка и гарван. Двамата са зли магьосници, които всеки ден биват задължени да правят магии на обществото, в което живеят. Магиите са най-различни, а времето, което е необходимо те да станат постоянни, е само няколко часа.
Джейкъб и Маурицио са котката и гараванът на злите магьосници. На пръв поглед те са най-обикновени животни, но в действителност двамата работят заедно срещу магиите на стопаните си. Желаейки да спасят жителите в градчето, те търсят съвет от един стар верен приятел – костенурката. Нейните загадки дават отговора на двете животинки за това как да спрат магията, обладала града и всичко да стане както си е било.

## „Абракадабра“ в България
Анимационният сериал се излъчва най-напред в ефира на bTV като част от блока Fox Kids. Ролите се озвучават от артистите Даниела Йорданова, Елизабет Радева, Здравко Димитров и Радослав Рачев.